# Mieczysław Figarski
Mieczysław Figarski (ur. 25 stycznia 1917 w Sławinku koło Lublina, zm. 3 grudnia 1992 w Zakopanem) – polski duchowny katolicki, jezuita, więziony w latach PRL.

## Życiorys
Był synem Jakuba i Agnieszki z Jaroszków. Mając ukończone cztery klasy gimnazjalne 30 lipca 1932 w Kaliszu wstąpił do Towarzystwa Jezusowego. W czasie II wojny światowej przebywał w klasztorze w Starej Wsi, gdzie odbywał kurs teologiczny. Uczestniczył jednocześnie w konspiracji, brał udział w potajemnym wynoszeniu z magazynów niemieckich żywności, która była następnie wysyłana do obozów koncentracyjnych. 24 października 1943 został w Starej Wsi wyświęcony na kapłana. Był m.in. prokuratorem Wydawnictw Księży Jezuitów w Warszawie, a od 1945 ekonomem Prowincji Wielkopolsko-Mazowieckiej. 
W 1959 został aresztowany i osadzony w więzieniu na Rakowieckiej w Warszawie, potem był więziony w Siedlcach. Postawiono mu zarzuty szpiegostwa, przestępstw dewizowych, przestępstw podatkowych. Przebywał w areszcie przez dwa lata. Po zwolnieniu powrócił do pracy duszpasterskiej, kolejno w Łodzi i Szczecinie. W latach 1963–1966 był kapelanem sióstr zakonnych w Szczawnicy; od 1966 pełnił analogiczną posługę w Zakopanem. Współpracował z Wydawnictwem Apostolstwa Modlitwy jako tłumacz książek religijnych.
Został odznaczony – za działalność w czasie wojny – Krzyżem Walecznych i Srebrnym Krzyżem Zasługi z Mieczami. Zmarł w Zakopanem 3 grudnia 1992.